# Los secuestradores
Los secuestradores es una historieta de 1976 del dibujante de cómics español Francisco Ibáñez protagonizada por Mortadelo y Filemón

## Sinopsis
Mac el grajo, Bernabé el simio y Rosendo el gordo intentan secuestrar al profesor Bacterio, pero no lo consiguen y son detenidos. En el interrogatorio confiesan que pertenecen a una banda que tiene preparados una serie de secuestros. Mortadelo y Filemón serán los encargados de proteger a las víctimas y de capturar a los secuestradores.

## En otros medios
- Ha sido adaptado al completo en el episodio de la serie de televisión sobre los personajes, aunque recibe el nombre El caso de los secuestradores.[2]